# Геликоид (Каракас)
«Геликоид» («Геликоиде», исп. El Helicoide) — здание в Каракасе, столице Венесуэлы. Представляет собой недостроенный торговый центр в форме тетраэдра, в настоящее время принадлежит государству и используется разведкой СЕБИН. Одна из самых известных тюрем Венесуэлы. Бывшие заключенные и охранники «Геликоида» сообщают о систематических пытках и нарушении прав человека.
Здание возведено на Тарпейской скале (Roca Tarpeya), где ранее предполагали соорудить Музей искусств (1955), спроектированный в виде перевёрнутой четырёхгранной пирамиды архитектором Оскаром Нимейером. Проект выполнен городским бюро архитектуры и урбанизма в конце 1950-х годов. Планировалось, что в этом торговом центре можно будет совершать покупки, не выходя из автомобиля. Две рампы с односторонним автомобильным движением длиной 4 км, к которым со стороны скалы примыкает непрерывный ряд магазинов, по спирали ведут на вершину высокого холма. В здании предполагалось разместить 300 магазинов, 8 кинотеатров, вертолётную площадку, отель. Вершина холма занята выставочным залом и телевизионной мачтой. Перекресток двух крупных автомагистралей у подножья Тарпейской скалы объединяет «Геликоид» со всей планировкой Каракаса. Строительство начато в 1956 году при диктатуре Маркоса Переса Хименеса и заброшено после январского восстания 1958 года в Венесуэле. Первая очередь завершена в 1961 году.
В 1975 году здание приобрело государство. С 1979 по 1982 год здание занимали скваттеры. С 1984 года здание занимало Национальное управление разведки и превентивных мер. Здание пострадало во время попытки государственного переворота в Венесуэле в 1992 году. Часть здания использовал Национальный экспериментальный университет безопасности (UNES), основанный в 2009 году.
С 2014 года здание использовалось как тюрьма для участников массовых протестов против правительства Николаса Мадура. Под камеры переделывались офисы, туалеты и даже лестничные площадки.